# Biblioteca Irmãos Guimarães
A Biblioteca Irmãos Guimarães é uma biblioteca brasileira que está localizada no Departamento Estadual de Trânsito  (Detran/Pará), que fica na Rodovia Augusto Montenegro km 3 s/n, em Belém, no Pará.  Recebe em média 83 pessoas diariamente, a maioria moradora do bairro do Benguí e o bairro do Mangueirão, entre alunos, professores, diretores de escolas e universitários, além dos instrutores de Centros de Formação de Condutores e os próprios funcionários do órgão.

## História
O nome dado à biblioteca do Detran, Irmãos Guimarães, é uma homenagem aos irmãos Joaquim Guimarães Neto e Jaqueline de Sousa Guimarães, mortos num trágico acidente de trânsito ocorrido em 1º de novembro de 1999, na Avenida Almirante Barroso, que vitimou mais três jovens.
Filhos únicos do casal Durval Castro Guimarães e Antonia de Souza Guimarães, decidiram lançar a Campanha Educativa de Trânsito "Salvar Vidas é Preciso e Urgente".
Criada a partir da ideia de resgatar a memória do Detran/Pará, a biblioteca foi aberta ao público em abril de 2000, ainda no antigo prédio do órgão localizado no Ceasa. A coordenadora da biblioteca, Maria Auxiliadora Rosa com auxilio de Maria de Fátima Guerreio, ficou responsável por montar um acervo que ficasse à disposição do público para consultas e pesquisas.
"Foi um início bem modesto, a biblioteca não tinha nem nome, mas o pontapé inicial tinha que ser dado e para isso contamos com a ajuda dos diversos setores do Detran que nos doaram livros, documentos e todo material disponível", conta Auxiliadora.
Para iniciar os trabalhos com o mínimo de estrutura houve também a colaboração da biblioteca do Departamento Nacional de Trânsito (Denatran) e da antiga Associação Brasileira dos Detrans (ABDETRAN), hoje denominada de Associação Nacional dos Detrans (AND), que colaboraram doando material bibliográfico e apoio estrutural e administrativo.
Surgia então, em 15 de novembro de 2000 (data da inauguração oficial), já no prédio onde funciona atualmente a sede do Detran/Pará na Rodovia Augusto Montenegro, a primeira biblioteca do Brasil a disponibilizar aos seus visitantes assuntos alusivos ao trânsito. O pioneirismo valeu a visitação de diretores de outros Detrans interessados em conhecer a estrutura da biblioteca e levar aos seus Estados este novo modelo.

## Acervo
A Biblioteca Irmãos Guimarães (BIG) do Departamento de Trânsito do Estado do Pará (Detran-PA), dispõe de um grande número de títulos para oferecer a seus frequentadores. Graças a uma parceria com livrarias e editoras paraenses foi possível aumentar o acervo bibliográfico do Detran em quase 200 obras. 
A BIG também dispõe de um vasto material direcionado exclusivamente ao público infantil, entre brinquedos, fitas, desenhos, pinturas, jogos educativos, além de obras de assuntos variados, principalmente material relacionado ao trânsito e ao meio ambiente.
Qualquer pessoa pode consultar ou pesquisar o acervo da BIG, que dispões de:
- Livros;
- Vídeos;
- CDs;
- DVDs;
- Jogos educativos;
- Revistas;
- Jornais do dia;
- Diário Oficial;
- Diário da Justiça;
- Acesso à internet (somente para pesquisa, em um tempo de 30 minutos).
- Outros (disquetes, bases de dados, mapas, CD-ROMs, slides, etc).

A partir da nova concepção, foram criadas a filmoteca e a brinquedoteca, locais de jogos educativos, pintura, colagem e a mostra de filmes educativos, além da leitura. O novo espaço recebeu o nome da primeira coordenadora do programa de educação do Detran-PA, professora Inês de Lourdes Silva Saraiva.